# Landvogtei Schliengen

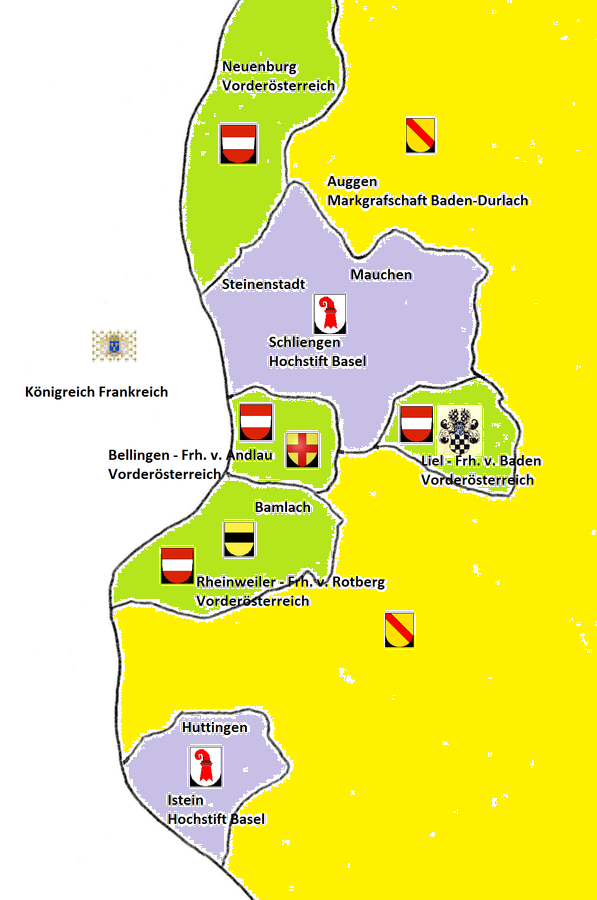
Kartenskizze der Landvogtei Schliengen

Die Landvogtei Schliengen war eine Verwaltungseinheit des Fürstbistums Basel, die die rechtsrheinischen Hoheitsgebiete des Fürstbistums umfasste und von 1719 bis zur Säkularisation 1803 existierte. Sie ist benannt nach ihrem Sitz, der Gemeinde Schliengen.

## Geschichte

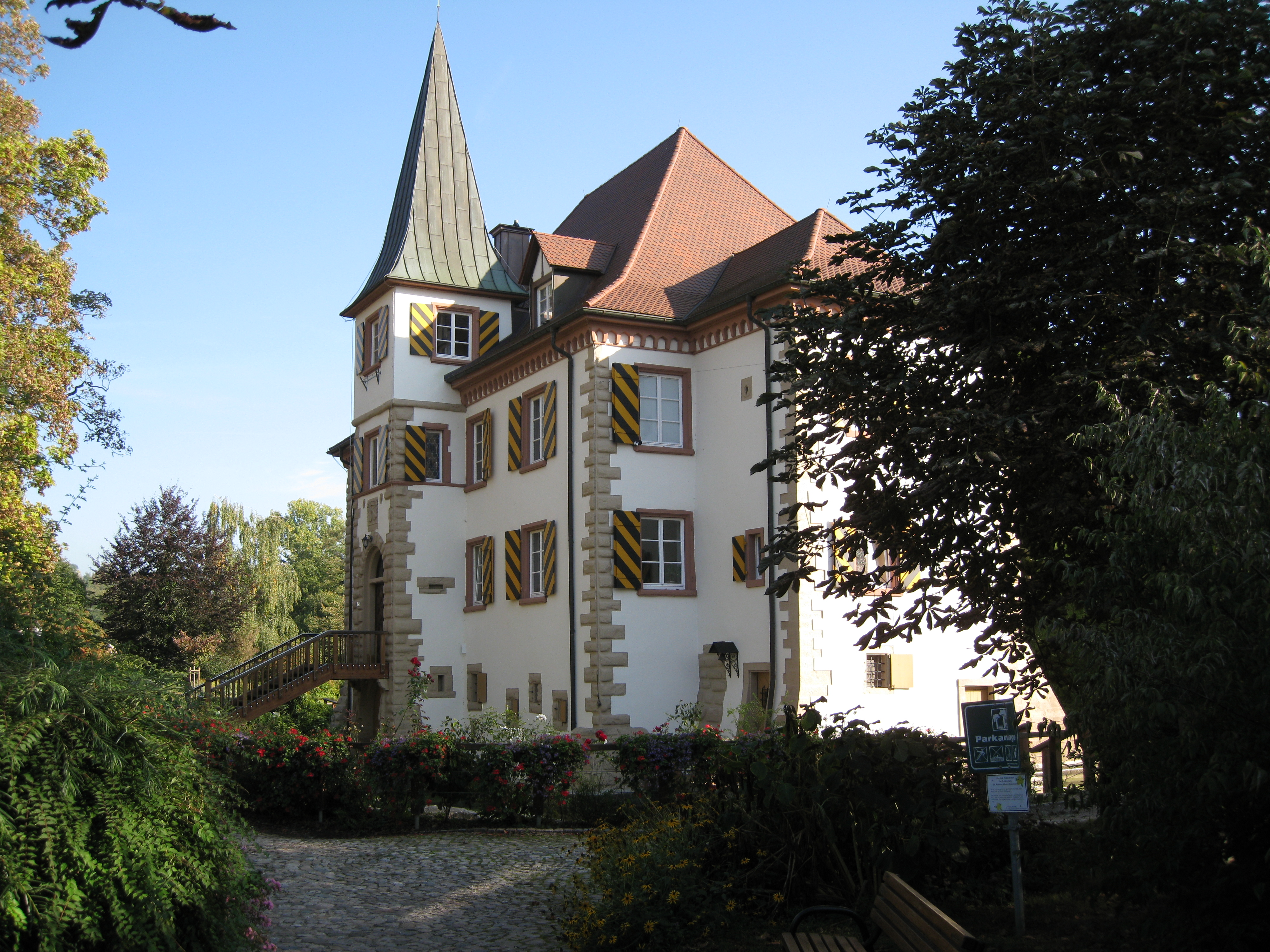
Schloss Entenstein

Schliengen, Mauchen und Steinenstadt wurden um 1170 vom Hochstift Basel den Herren von Üsenberg als Lehen gegeben.
1238 gelangten die Orte als Afterlehen an den Ritter Rudolf Schaler, den Basler Schultheiß. Von Schaler gingen sie dann 1337 an den Ritter Jakob von Neuenfels, und 1343 löste Fürstbischof Johann II. Senn von Münsingen das Lehen ab und übernahm die Ortschaften in eigene Verwaltung, wobei das Gebiet der Obervogtei Birseck zugeordnet wurde.
Markgraf Rudolf III. von Hachberg-Sausenberg tauschte 1365 mit dem Fürstbischof von Basel das Dorf Huttingen gegen Höllstein. Von 1467 bis 1719 waren die rechtsrheinischen Dörfer des Fürstbistums Basel (Untervogtei Schliengen = „Niederes Amt“) der Obervogtei Birseck zugeordnet. 1546 erließ Fürstbischof Philipp von Gundelsheim eine Dorfordnung für Schliengen.
Zwischen dem Hochstift Basel und der Markgrafschaft Baden-Durlach gab es beständig Auseinandersetzungen um die hohe Gerichtsbarkeit, die zeitweise so beigelegt wurden, dass der Fürstbischof von Basel die hohe Gerichtsbarkeit nur für den Ortsetter von Schliengen wahrnehmen durfte – für das übrige Gebiet verblieb dieses Recht beim Markgrafen. Der Bischof hatte also lange nicht die volle Landeshoheit, sondern konnte diese erst 1769 durchsetzen. Gleichwohl zählte das Gebiet des Hochstifts im Reich zum oberrheinischen Reichskreis, während die umliegenden Dörfer der Markgrafschaft zum schwäbischen Reichskreis und die Dörfer Vorderösterreichs zum österreichischen Reichskreis gehörten – da Kaiser und Reichskreise teilweise ihre eigene Außenpolitik betrieben und eigene Militärstrukturen aufbauten, war die Rechtslage in diesem Gebiet komplex. Die Gemengelage führte auch beständig zu rechtlichen Auseinandersetzungen mit Vorderösterreich und den Johannitern die im benachbarten Neuenburg Besitzungen hatten.
Im Dreißigjährigen Krieg (1618–1648) litten die Dörfer der späteren Landvogtei (damals noch Unteramt) Schliengen unter Truppendurchzügen, Einquartierungen, Plünderungen und Kontributionen, wobei es für die Bevölkerung kaum eine Rolle spielte, ob es sich um feindliche schwedische und französische Truppen oder um die mit dem Hochstift politisch verbundenen Truppen des Kaisers und der katholischen Liga handelte. Die Bevölkerungszahl nahm um ca. 80 % ab, und nach dem Krieg kam es zu einem Zuzug von auswärts – insbesondere aus der Schweiz- in die fruchtbaren Dörfer der Rheinebene.
1704 verlieh Fürstbischof Wilhelm Jakob Rinck von Baldenstein der Gemeinde Schliengen das Marktrecht, nachdem durch die Zerstörung von Neuenburg ein für die Region wichtiger Handelsplatz ausgefallen war. Neben einem Wochenmarkt umfasste das Recht vier Jahrmärkte.
Fürstbischof Johann Konrad von Reinach-Hirtzbach machte Schliengen 1719 zu einer Landvogtei und kaufte 1725 das Wasserschloss Entenstein, das Sitz der Landvögte wurde. Die Landvogtei hatte einen Sitz in den Landständen des Hochstifts in Pruntrut.
Im ersten Koalitionskrieg gegen Frankreich zwang Erzherzog Karl am 24. Oktober 1796 in der Schlacht bei Schliengen den französischen General Jean-Victor Moreau zum Rückzug über den Rhein bei Hüningen.

### Die Säkularisation

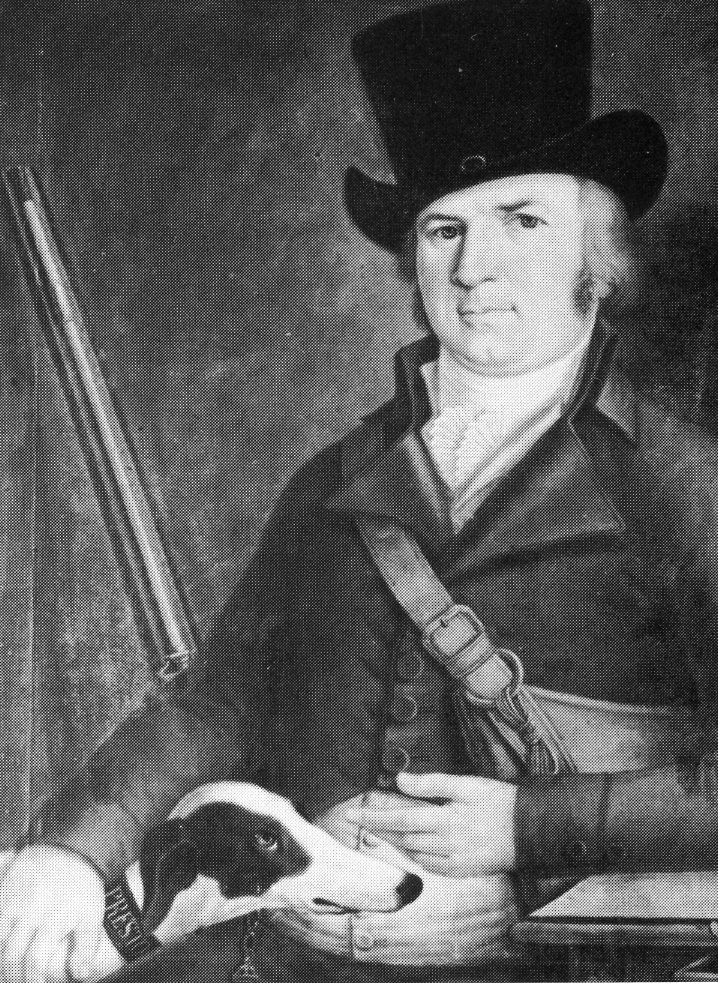
Ignaz Sigismund Freiherr von Rotberg – letzter fürstbischöflicher Landvogt von Schliengen

Die Säkularisation des Fürstbistums vollzog sich in Etappen. Nachdem bereits 1790 Einkünfte und das Diözesangebiet im Elsass verloren gingen, besetzte Frankreich 1792 alle linksrheinischen Reichsgebiete und damit den Hauptteil des Hochstifts. 1797 besetzte Frankreich dann auch die bisher der Eidgenossenschaft zugerechneten Gebiete des Hochstifts, und 1798 verlor man die zugehörigen Einnahmen, d. h. ab 1798 bestand das Hochstift de facto nur noch aus der Landvogtei Schliengen und bezog nur noch von hier seine Einnahmen. Mit dem Frieden von Lunéville vom 9. Februar 1801 zwischen Österreich und der französischen Republik und der dabei vorgesehenen Entschädigung weltlicher Reichsstände für linksrheinische Gebietsverluste waren die politischen Würfel bereits gefallen. Fürstbischof Franz Xaver von Neveu versuchte noch bis in den Herbst 1801, eine Union der geistlichen Reichsfürsten zu schmieden, um einen Teil des Territoriums und die Reichsstandschaft zu sichern. Der Plan scheiterte jedoch, und von da ab konzentrierte sich das Hochstift auf die Aushandlung der Pensionen und Entschädigungen für den Fürstbischof und die Mitglieder des Domkapitels.
Nachdem andere Reichsstände (Preußen und Österreich) mit der Besetzung der zur Säkularisation vorgesehenen geistlichen Gebiete begonnen hatten und zudem Napoleon diesbezüglich Druck auf Baden ausübte, besetzte der badische Landvogt von Rötteln, Johann Christian August von Kalm, am 23. September 1802 die Landvogtei Schliengen mit einer kleinen Militärabteilung. Am 30. November 1802 erfolgte die Übergabe in einem feierlichen Akt, und am 12. Dezember entband der letzte Basler Fürstbischof von Neveu den letzten fürstbischöflichen Landvogt, Ignaz Sigismund von Rotberg, von seinem Treueid.
Der Reichsdeputationshauptschluss vom 24. März 1803 und dessen Ratifikation durch den Kaiser am 27. April 1803 bildeten nur noch den formalen reichsrechtlichen Abschluss der Abschaffung nahezu aller geistlichen Fürstentümer im Reich.
Der Übergang der gesamten Landvogtei an die Markgrafschaft Baden ist demnach am besten mit dem 30. November 1802 zu datieren. Mit dem Reichsdeputationshauptschluss wurde die Markgrafschaft zum Kurfürstentum Baden, das dann mit der Unterzeichnung der Rheinbundakte 1806 aus dem Reichsverband ausschied und zum Großherzogtum Baden wurde. Bis 1809 gab es noch ein Amt Schliengen, das dann im Rahmen der Verwaltungsreform des Großherzogtums aufgelöst und größtenteils dem Bezirksamt Kandern zugeordnet wurde. Istein und Huttingen kamen zum Bezirksamt Lörrach.

#### Der Weg zur Säkularisation
| Datum                               | Ereignis | Anmerkungen | Link auf Dokument                     |
| ----------------------------------- | --- | --- | ------------------------------------- |
| 22. August 1796                     | Badisch-französischer Separatfriede                                                                            | erstmals wird die hochstift-baselische Landvogtei Schliengen als mögliches Entschädigungsobjekt genannt                                                                                             | Art. I. Abs. 2 der Geheimartikel      |
| 17. Oktober 1797                    | Friede von Campo Formio                                                                                        | Österreich und Frankreich vereinbaren das Prinzip der Entschädigung von Reichsständen für den Verlust linksrheinischer Gebiete an Frankreich                                                        | Art. XII. Geheimartikel               |
| 26. Oktober 1797                    | Ratifikation des Separatfriedens durch den Markgrafen                                                          | über ein Jahr nach der Aushandlung des Vertrags und nach dem Separatfrieden Österreichs | Ratifikation                          |
| 9. Dezember 1797 bis 25. April 1799 | Rastatter Kongress                                                                                             | Reichsfriede auf Basis des österreichischen Separatfriedens von Campo Formio scheitert | Roberjot: plan général des indemnités |
| 9. Februar 1801                     | Friede von Lunéville                                                                                           | Österreich und Frankreich bestätigen das Prinzip der Entschädigung von Reichsständen für den Verlust linksrheinischer Gebiete an Frankreich; durch kaiserliches Dekret vom 9. März 1801 ratifiziert | Art. VII.                             |
| 6. August 1802                      | Entschädigungsvereinbarung für das Deutsche Reich zwischen den „vermittelnden Mächten“ Frankreich und Russland | Frankreich und Russland vereinbaren, wie die Entschädigung für den Verlust linksrheinischer Gebiete erfolgen soll und lassen der Reichsdeputation kaum noch Entscheidungsspielraum                  | Deklarationen der beiden Mächte       |
| 29. August 1802                     | Aufforderung Napoleons zur Besetzung                                                                           | Napoleon Bonaparte fordert Karl Friedrich von Baden zur Besetzung der im Plan zugewiesenen Entschädigungslande auf                                                                                  | Brief                                 |
| 8. September 1802                   | Conclusium der Reichsdeputation                                                                                | grundsätzliche Annahme des französisch-russischen Entschädigungsplans | Protokoll der Reichsdeputation        |
| 14. September 1802                  | Information an geistliche Fürsten                                                                              | Der Markgraf informiert die geistlichen Fürsten über die Absicht einer provisorischen militärischen Besitznahme                                                                                     | S. 233                                |
| 16. September 1802                  | markgräfliche Instruktion                                                                                      | zur Besetzung an den Röttler Landvogt von Kalm |                                       |
| 21. September 1802                  | Vorbereitungstreffen                                                                                           | zwischen dem markgräflichen Landvogt von Kalm und dem hochstift-baselischen Landvogt von Rotberg |                                       |
| 23. September 1802                  | provisorische militärische Besitznahme                                                                         | Publikation der Besitznahme-Urkunde in Schliengen, Mauchen und Steinenstadt |                                       |
| 24. September 1802                  | provisorische militärische Besitznahme                                                                         | Publikation der Besitznahme-Urkunde in Istein und Huttingen; Visitation der 5 baselischen Dörfer durch den Landvogt von Kalm                                                                        |                                       |
| 25. September 1802                  | Delegation des Domkapitels                                                                                     | bittet beim Markgrafen in Karlsruhe für sich und die Beamten um Versorgung durch die Markgrafschaft                                                                                                 |                                       |
| 2. Oktober 1802                     | Schreiben des Fürstbischofs an den Markgrafen                                                                  | Franz Xaver von Neveu bittet Karl Friedrich von Baden für sich, das Domkapitel und seine Beamten um Versorgung durch die Markgrafschaft                                                             |                                       |
| 25. November 1802                   | Instruktion zur provisorischen Zivilbesitznahme                                                                | des Markgrafen an den Landvogt von Kalm |                                       |
| 30. November 1802                   | provisorische Zivilbesitznahme                                                                                 | Baden übernahm zu diesem Datum die Verwaltung des Gebiets |                                       |
| 25. Februar 1803                    | Reichsdeputationshauptschluss                                                                                  | Die Reichsdeputation beschließt das dem Reichstag vorzulegende Dokument | § 5                                   |
| 24. März 1803                       | Bestätigung durch den Reichstag                                                                                | des Reichsdeputationshauptschlusses | Reichsgutachten                       |
| 27. April 1803                      | kaiserliche Ratifikation des Reichsdeputationshauptschlusses                                                   | der Reichsdeputationshauptschluss wurde rechtswirksam, nachdem er bereits seit 5 Monaten faktisch umgesetzt war                                                                                     | Ratifikationsurkunde                  |

## Religion
Dieses Gebiet des katholischen Fürstbischofs von Basel war katholisch – kirchlich gehörte die Landvogtei Schliengen allerdings nicht zum Bistum Basel, sondern zum Bistum Konstanz.
Juden sind im Gebiet der späteren Landvogtei Schliengen seit 1542 nachgewiesen. Allerdings scheint es nie eine jüdische Gemeinde gegeben zu haben, sondern mehr oder weniger einzelne Kaufmannsfamilien, die gegen Geldzahlungen Schutzbriefe der Fürstbischöfe erhielten.

## Schulwesen
Urkundlich nachgewiesen ist in Schliengen ein Lehrer bereits 1587, wobei aus dem Zusammenhang zu schließen ist, dass bereits seit längerer Zeit eine Schule bestand. In Istein wurde 1764 die erste Schule eingerichtet.
Das Schulwesen im gesamten Hochstift Basel wurde durch eine Schulverordnung des Fürstbischofs Sigismund von Roggenbach vom 1. Mai 1783 neu geregelt.
Zur Finanzierung eines neuen Schulhauses in Istein und zur Aufbesserung des Gehalts für den Lehrer beantragte der Bischof von Basel bei seinem geistlich für Istein zuständigen Kollegen in Konstanz die St. Veits-Kapelle in Istein aufzuheben und deren Kapitalien zur Finanzierung zu verwenden.

## Wirtschaft
Die Landvogtei hatte gute Böden für den Getreide- und Weinanbau. An Bodenschätzen gab es neben Jaspis auch Bohnerz, das dann in der markgräflichen Eisenhütte in Kandern verarbeitet wurde.
Die Lage an der Landstraße nach Basel vor dem Schliengener Berg erbrachte dem Dorf beständige Einkommen aus dem Vorspann für Fuhrwerke der Kaufleute.

## Gemeinden der Landvogtei
Die Landvogtei bestand nicht aus einem geschlossenen Territorium, sondern aus zwei Teilgebieten (einerseits Schliengen, Mauchen, Steinenstadt und andererseits Istein, Huttingen). Das Gebiet wurde weitgehend von der Markgrafschaft Baden-Durlach eingeschlossen, wobei das östlich von Schliengen gelegene Liel den Freiherren von Baden und das südlich gelegene Bellingen den Freiherren von Andlau – vorderösterreichischen Landständen gehörte. Die Landvogtei hatte beim Übergang an Baden 2 168 Einwohner.
| Gemeinde                   | Einwohner | Jahr des Erwerbs | Anmerkungen | Wappen |
| -------------------------- | --------- | ---------------- | --- | ------ |
| Schliengen                 | 808       | 1343             | Kauf von Ritter Jakob von Neuenfels; beim Übergang an Baden hatte Schliengen etwa 950 Einwohner und 160 Häuser                                                                                            |        |
| Mauchen                    | 368       | 1343             | Kauf von Ritter Jakob von Neuenfels |        |
| Altingermühle              |           | 1343             | gehörte zum abgegangenen Dorf Altingen;; heute zur Gemarkung Schliengen gehörig |        |
| Steinenstadt               | 452       | 1343             | bereits 1010 durch Schenkung in den Besitz des Bischofs von Basel gekommen; von diesem als Lehen an die Herren von Üsenberg gegeben; 1343 Kauf von Ritter Jakob von Neuenfels                             |        |
| Istein mit der Burg Istein | 422       | 1103             | 1139 als «curtim de Hiesten» als Besitztum des Basler Hochstifts beurkundet; 1811 kaufte der Freiherr von Freystedt den Dinghof in Istein – seine Familie baute das Gut dann zum heutigen Schlößchen aus. |        |
| Huttingen                  | 218       | 1365             | Tausch mit den Markgrafen von Hachberg-Sausenberg |        |

## Die Fürstbischöfe
siehe Liste der Bischöfe von Basel

## Die Landvögte
Landvögte der Landvogtei Schliengen mit ihrer Amtszeit:
- Georg Sigmund von Rotberg (1719–1727) – Vater des Reichspropstes Johann Christoph von Rotberg
- Franz Anton von Neveu (1727–1735)[39]
- Franz Carl Ignaz von Neveu (1735–1748)
- Joseph Franz Ignaz Fridolin Reich von Reichenstein (1748–1763)
- Karl Joseph von Rotberg (1763–1786)
- Ignaz Sigmund Zölestin von Rotberg (1786–1802)[40]